# Camps-la-Source
Camps-la-Source (okzitanisch Camps) ist eine französische Gemeinde mit 1920 Einwohnern (Stand 1. Januar 2022) im Département Var in der Region Provence-Alpes-Côte d’Azur.

## Geografie
Camps-la-Source liegt fünf Kilometer südwestlich von Brignoles am Fuß der felsigen Hänge des 591 m hohen Saint-Quinis. Hier entspringt neben vielen anderen kleinen Quellen das Flüsschen Val de Camps, ein Zufluss des Caramy, der der Gemeinde ihren Namen gab.

## Geschichte
Unterhalb der Ortschaft belegen Überreste einer gallo-römischen Villa und einer eingefassten Quelle die antike Besiedelung der Gegend.
Im 6. Jahrhundert zog sich der heilige Quenin in seine Eremitage in der später nach ihm benannten, wilden Felslandschaft zurück, bevor er 556 zum Bischof von Vaison-la-Romaine wurde.
Im Mittelalter wurde Camps-la-Source erstmals im Jahr 1012 als in Camis und etwas später im Jahr 1060 als de Camps erwähnt. Lange Zeit führte der Ort dann den Namen Camps-les-Brignoles. Er unterstand der Herrschaft der nahe gelegenen Abtei La Celle.
Im 18. Jahrhundert gab es in der Gemeinde dreißig Filzhutfabriken. Bis zur Mitte des 20. Jahrhunderts wurde der Betrieb der letzten eingestellt.

## Kultur und Sehenswürdigkeiten
Der Ort am Hang über einer vom Weinbau geprägten Ebene hat einiges seines ursprünglichen Charakters bewahrt. Enge Straßen und hohe Häuser mit schön gestalteten hölzernen oder steinernen Türstürzen prägen das Ortsbild. An der Quelle stehen teilweise zugemauerte Arkaden aus dem 19. Jahrhundert.
Die ehemalige Fabrik mit Eingangstor im mittelalterlichen Stil ist das letzte Überbleibsel der früher florierenden Filzproduktion.
- Die Pfarrkirche Notre-Dame und ihr Turm wurde im klassischen Stil errichtet und mehrfach umgebaut.
- Die Kirche Saint-Clair aus dem Jahr 1525 hat ein gotisches Gewölbe.
- Neben der bergaufwärts gelegenen Wallfahrtskapelle Saint-Quinis stehen die Ruinen von Gebäuden, die 1646 von den Trinitariern errichtet wurden. Vo hier aus bietet sich ein schönes Panorama über die Ebene im Norden.
- Auf dem Weg nach Saint-Quinis stehen die verfallene Kapelle Saint-Martin und die Kapelle Saint-Sébastien.

### Museen
Der ehemalige Weinkeller der Winzergenossenschaft wurde jüngst von der Gemeinde erworben und zu einem Weinmuseum umgebaut.

## Wirtschaft
Die zahlreichen Quellen und der damit verbundene Wasserreichtum waren für lange Zeit die Basis der wichtigsten Wirtschaftszweige. Neben dem Getreide- und Weinbau sowie der Viehzucht waren früher die Filz- und Filzhutproduktion sowie die Herstellung von Mineralwasser durch den französischen Mineralwasserproduzenten Vittel wichtige Wirtschaftsfaktoren. Inzwischen ist der Tourismus neben der Landwirtschaft zur Haupteinnahmequelle des Ortes geworden.

## Gemeindepartnerschaft
Die Gemeinde ist mit der italienischen Gemeinde San Biagio della Cima in Ligurien durch eine Gemeindepartnerschaft verbunden.